# 稲川淳二 真夜中のタクシー
『稲川淳二 真夜中のタクシー』（いながわじゅんじ まよなかのタクシー）は、2000年7月13日にヴィジットからPlayStation向けサウンドノベル形式アドベンチャーゲーム。2001年7月19日には廉価版が発売された。

## 概要
同社から発売された『稲川淳二 恐怖の屋敷』（1999年）に続く稲川淳二主演ゲームソフトだが、システム的には同社の『大幽霊屋敷 〜浜村淳の実話怪談〜』（1998年）に近い。
サウンドノベル形式で物語が進み、タクシードライバーである主人公が乗客から怪談を聞かされたり、車内で見付けた怪談の書かれた文書を読んだりするという内容。主人公の行動パートでは客を見かけた際に乗せるかどうかの選択肢が登場し、どちらを選んだかによって怪談内容が変化する。時折主人公自身が怪奇現象に襲われることがあり、その時の選択次第ではゲームオーバーにもなる。
怪談は、聞かされるタイプのものはフルボイス、読むタイプのものはテキスト式になっており、どちらも途中に選択肢は登場しない。一度聞いた怪談は「怪談集」というモードで再生可能。
語り手の稲川淳二は、ゲーム中に本人役で出演している。怪談は全部で32種類あり、更に一定の怪談を揃えると登場する隠しシナリオも4種類ある。4本とも稲川によるフルボイスシナリオだが、グラフィックは稲川の立ち絵1枚のみである。
隠し以外のシナリオの内訳は、稲川の語りによるものが10本、その他の人物の語りによるものが合計14本、テキスト式のものが8本となっている。

## ストーリー
- 本作に収録されている怪談のタイトルを以下に記す。

1. 残された男※
2. 危ないゲーム
3. 写真
4. いけにえドライブ※
5. 私
6. おいでおいで
7. 黒い足
8. 犬鳴峠※
9. 盆踊り※
10. 湖底の恋人
11. クラス会※
12. 二十五年目の復讐☆
13. テープは告発する
14. 後ろのテレビ
15. 二人で聞いた
16. 電話の向こう側☆
17. ピーラー☆
18. うつ伏せ
19. おまえか
20. ストーカー☆
21. ツアーの話※
22. 消えた階と友人※
23. 鋸引き峠
24. 重い水
25. 霊に取り付かれた赤ちゃん
26. おしろい
27. 旅館の部屋※
28. かかってきた携帯電話※
29. 親子連れ☆
30. 石段神社☆
31. おもいで☆
32. 赤ちゃんの人形※
33. 207号室の患者※
34. 首無し地蔵
35. お面※
36. 黄色い人間※

※・・・稲川淳二の語りによる怪談
☆・・・テキスト表示による怪談

## 主な登場人物
主人公
「恐れ町」（おそれちょう）という怪奇スポットだらけの町で働くタクシードライバーの男性。この町は怪談好きの住民が多く、客が決まって怪談ばかりするため、職を変えようかとまで思っている。プレイヤー自身の分身であり、名前はない。一人称は「私」。
稲川淳二
タレント。ゲームでは必ず最初にタクシーに乗せることになる。後にまた乗せる機会があるが、その時も主人公のことを覚えていた。

## キャスト
- 稲川淳二
- モンスター前塚

### 声の出演
- 島よしのり
- 井上宏之
- や乃えいじ
- 辻裕子
- 成金屋清富
- 龍すみか
- 田中健太郎
- 木村有里

## スタッフ

### 制作スタッフ
- エグゼクティブプロデューサー：森本和伸
- プロデューサー：大高紳吾、加藤誠、島村玄忠
- プロジェクトマネージャー：山田成和
- ディレクター：河邉慶誠
- プログラマー：高楠弘一
- グラフィックデザイナー：薄田無門
- サウンドクリエイター：小池敏
- セールスプロモーション：島村玄忠
- ゲームシナリオ：平塚文子

### 怪談提供者
- 稲川淳二
- 井口誠一
- 多田高雄
- 石井聡美
- 津村公太
- 大西順也
- 南国海彦
- 小野洋一
- 長谷川靖
- 金沢俊英
- 服部大二
- 河邉尚子
- 平塚文子
- 坂本万里子
- 吉田晃幸
- DRAW

## 評価
ゲーム誌『ファミ通』の「クロスレビュー」では、6・6・6・6の合計24点（満40点）となっており、レビュアーからの肯定的な意見としては、「さすがに稲川さんは年季が入っているというか、ツボを心得ている」、「いちばん怖いのは稲川淳二、さすがです」、「1話の怪談話は、10～20分程度と、じっくり聴かせてはくれる」などと評されているが、否定的な意見としては、「ゲーム性は乏しく、ただ聞いているだけになりがち。選択肢によってはゲームオーバーもあるけど、ちょいと半端」、「怪談のデキにかなり差があり、ちっとも怖くないものも。語り部も棒読みの人なんかいてしらけることが」、「グラフィックの流用が目立つので、もう少し作り込んでほしかった」、「何しろ残念なのは、語り部たちがあまりに淡々と原稿を読んでいるため、語りにライブ感がないところ」などと評されている。